# Museo della battaglia e di Anghiari
Il Museo della battaglia e di Anghiari ha sede nell'antico Palazzo Marzocco, che deve il suo nome alla statua che è collocata in cantonata, ossia il Marzocco fiorentino, simbolo della sovranità popolare. 
È il museo storico della città di Anghiari, in esso sono esposte selezioni di alcune delle più importanti collezioni del territorio. Dalla Preistoria al 1700, dagli strumenti litici dell'Homo neanderthalensis fino alle armi da fuoco prodotte da abili e sapienti mani nel XVIII secolo. È quindi la capacità dell'uomo di sfruttare risorse il filo conduttore dell'esposizione. Fra gli oggetti esposti vi è una scultura di Età romana in cristallo di rocca raffigurante la testa della divinità Pan, databile attorno al II secolo d.C. 
Cardine del percorso espositivo è la parte dedicata alla battaglia di Anghiari che narra l'incompiuta rappresentazione pittorica di Leonardo da Vinci e l'importanza storica del fatto d'armi.

## Collegamenti esterni

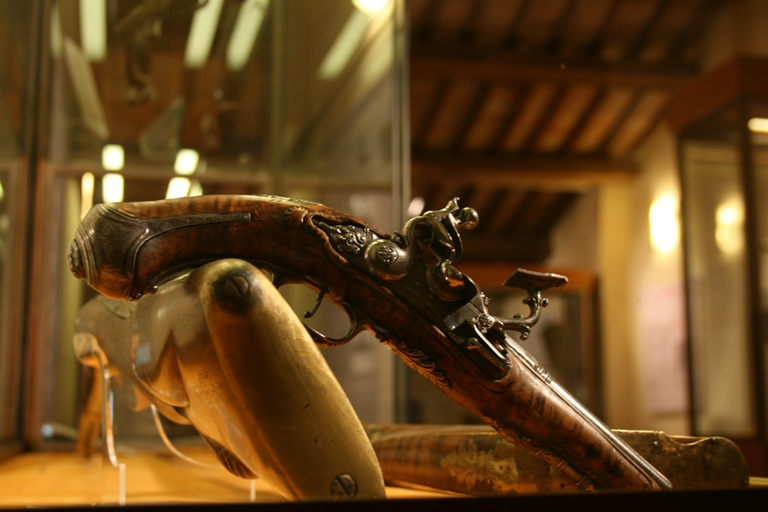
Sala delle Armi da fuoco